# Alfa Centauri
Alfa Centauri-systemet (α Cen, α Centauri, Alfa Centauri) är de stjärnor som ligger närmast vår sol. Avståndet är 4,37 ljusår. Systemet består av tre stjärnor, men för blotta ögat framstår det som en enda stjärna. Alfa Centauri tillhör den södra stjärnhimlen och befinner sig långt från norra stjärnhimlen. Den kan inte ses från Europa.

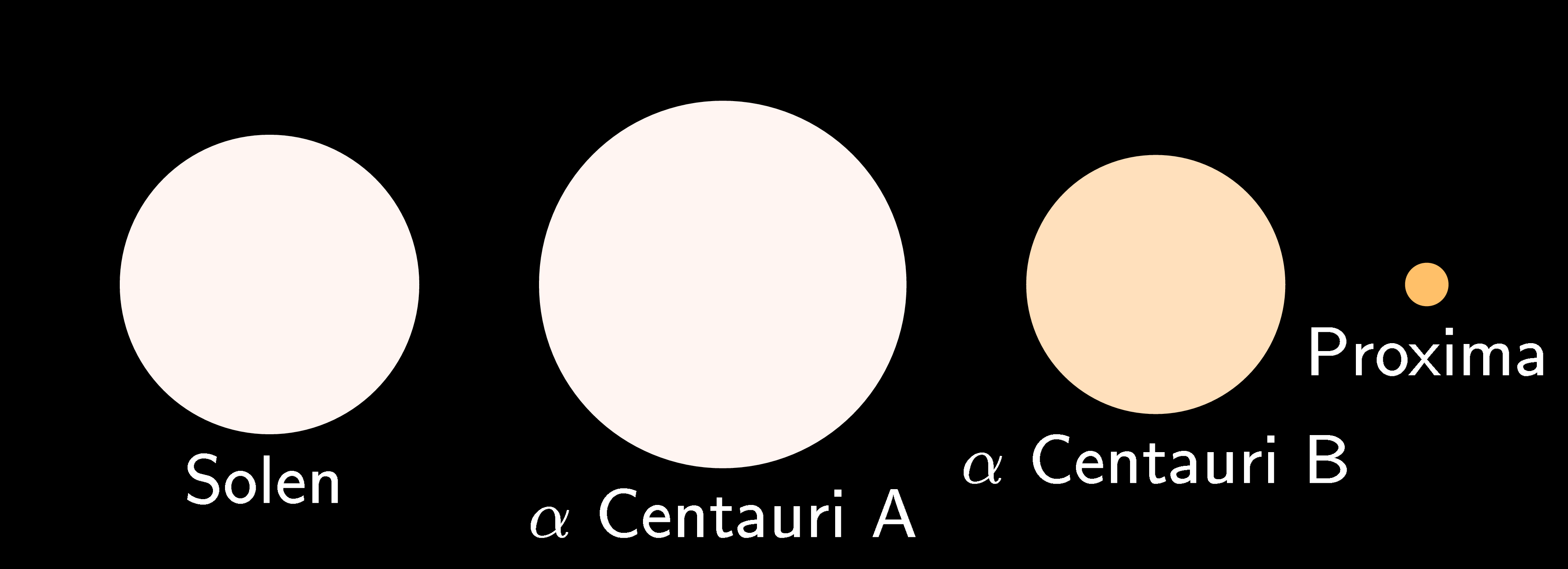
Solen jämförd med Alfa Centaurisystemets stjärnor.

Alfa Centauri, som också kallas Rigil Kentaurus, är den ljusstarkaste stjärnan i stjärnbilden Kentauren och den fjärde ljusstarkaste stjärnan på natthimlen. De båda ljusstarkaste komponenterna i systemet, Alpha Centauri A och Alpha Centauri B, bildar en kompakt dubbelstjärna, eftersom medelavståndet mellan de båda stjärnorna endast är 23 astronomiska enheter. Detta är något mer än avståndet mellan Uranus och solen. Stjärnorna fullbordar ett varv runt varandra på knappt åttio år.
Alfa Centauri består egentligen av tre stjärnor, det vill säga den är en trippelstjärna. Den ljussvagaste komponenten, Proxima Centauri, är en röd dvärg som går i en avlägsen bana runt de två ljusare komponenterna, och är i sitt nuvarande banläge den stjärna som ligger närmast solen och jorden.

## Exoplaneter
Alfa Centauri A är av samma spektralklass som solen, vilket har föranlett många spekulationer rörande möjligheten att eventuella planeter där kan hysa liv. 
2012 förnyade europeiska forskare hoppet om att vårt solsystem verkligen har nära grannar. I en artikel som publicerades online den 17 oktober 2012 i Nature rapporterade gruppen att en extrasolär planet hade upptäckts i bana runt Alpha Centauri B. Planeten, Alfa Centauri B b, antogs befinna sig alltför nära sin stjärna för att vara inom stjärnans beboeliga zon, men enligt forskarna borde framtida mätningar kunna hitta andra planeter i systemet. Planeten antogs ha en omloppstid om 3,236 dygn och ligga omkring 0,04 au från stjärnan.
Proxima Centauri har en exoplanet i sin beboliga zon, Proxima Centauri b (Proxima b, Alfa Centauri Cb). Dock antas chansen att den har liv på sin yta låg, på grund av starka solvindar från Proxima Centauri. I april 2019 tillkännagavs en potentiell upptäckt av en ytterligare exoplanet runt Promixa Centauri av två forskare vid namn Mario Damasso och Fabio Del Sordo i en konferens i Kalifornien. Forskarna har betonat att det kommer kräva flera observationer för att kunna styrka om att planeterna verkligen finns. Trots det har planeten ansetts ha en massa minst sex gånger större än Jordens och ha ett avstånd på 1,5 astronomiska enheter från stjärnan. Skulle planeten tillhöra stjärnan så skulle dess omloppstid runt stjärnan uppskattas vara 1 936 dagar. Liksom upptäckten på Proxima Centauri b, så användes en metod som fokuserade på stjärnans förflyttningar då den påverkas av gravitationskraften av tillhörande planeter. 

## Alfa Centauri inom fiktionen
Alfa Centauri brukar nämnas i science fiction-verk. Några exempel är Isaac Asimovs roman Stiftelsen och jorden, Philip K. Dicks roman Clans of the Alphane Moon och datorspelet Sid Meier's Alpha Centauri. Månen Pandora från filmen Avatar (2009) kretsar kring den fiktiva gasplaneten Polyfemus som i sin tur kretsar runt Alfa Centauri A.
I Douglas Adams Liftarens guide till galaxen säger vogonerna som kommit för att demolera Jorden att planerna för demoleringen har funnits publicerade i 50 jordår på det lokala planeringsdepartementet i Alfa Centauri.
I tv-spelet Starfield från 2023, ligger den fiktiva planeten Jemison i Alpha Centauri. Planeten är lik Jorden och därför har den galaktiska fraktionen United Colonies etablerad sin huvudstad, New Atlantis, på planeten.